# An Caiseal
An Caiseal (en anglès Cashel) és una vila d'Irlanda, a la Gaeltacht de la zona oriental de l'illa d'Achill al comtat de Mayo, a la província de Connacht. Les viles més properes són Gob an Choire, Bun an Churraigh i Sáile. La línia 440 del Bus Éireann hi arriba un cop al dia en cada direcció.